# Encantado (ort)
Encantado är en ort i Brasilien.   Den ligger i kommunen Encantado och delstaten Rio Grande do Sul, i den södra delen av landet, 1 500 km söder om huvudstaden Brasília. Encantado ligger 73 meter över havet och antalet invånare är 16 637.
Terrängen runt Encantado är huvudsakligen lite kuperad. Encantado ligger nere i en dal. Encantado är det största samhället i trakten.
Runt Encantado är det i huvudsak tätbebyggt. Runt Encantado är det ganska tätbefolkat, med 75 invånare per kvadratkilometer.